# ルイージ・フェデルツォーニ
ルイージ・フェデルツォーニ（Luigi Federzoni、1878年9月27日 - 1967年1月24日）は、イタリアの文学者、政治家である。

## 経歴
1878年にボローニャで生まれ、1900年代末にボローニャ大学文学部を卒業する。大学生の頃から作家・ジャーナリストとしての活動を始め、1910年にはエンリコ・コッラディーニ(en)らとともにイタリア・ナショナリスト協会（ANR）を設立、イタリアにおけるナショナリズムの中心人物となる。
1923年のナショナリスト協会のファシスト党への合流後はムッソリーニ政権の下で植民地相、内相、元老院議長を歴任。内相時代にはアルフレッド・ロッコ法相とともに国家機構の強化に努め、OVRAの創設にも携わった。1930年代半ば頃からはムッソリーニへの権力集中とともに政権中枢からは遠ざかっていたが、元老院議長、王立アカデミー会長として一定の影響力を残しつつ、ディーノ・グランディによるムッソリーニ解任の提案（グランディ決議）に対し、
として同意を与え、その立役者となる（グランディは後年、この時フェデルツォーニの同意が得られなければ決議案を破棄するつもりであったと述べている）。解任後はドイツ軍による逮捕を逃れ、1967年1月24日、ローマで88歳の生涯を終えた。